# 策凌达什·仁钦诺维奇·道尔吉耶夫
策凌达什·仁钦诺维奇·道尔吉耶夫（1912年—1943年1月3日）是二战期间的一名苏联狙击手，曾杀死多达290余名德国士兵并击落一架德国飞机。道尔吉耶夫在服兵役之前是一名熟练的猎人，他自愿在红军服役，并在1943年初去世之前晋升为中士。